# Dicrodon guttulatum
Espèce
Synonymes
- Cnemidophorus lentiginosus Garman, 1892
- Ameiva leucostigma Boulenger, 1899
- Dicrodon barbouri Noble, 1924

Dicrodon guttulatum est une espèce de sauriens de la famille des Teiidae.

## Répartition
Cette espèce se rencontre :
- dans le nord du Pérou ;
- en Équateur.

## Publication originale
- Duméril & Bibron, 1839 : Erpétologie Générale ou Histoire Naturelle Complète des Reptiles. vol. 5, Roret/Fain et Thunot, Paris, p. 1-871 (texte intégral).